# Cressage
Cressage es una localidad situada en Shropshire, Inglaterra (Reino Unido). Según el censo de 2021, tiene una población de 730 habitantes.